# Coppa di Grecia 2015-2016 (pallavolo femminile)
La Coppa di Grecia 2015-2016 si è svolta dal 3 febbraio al 5 marzo 2016: al torneo hanno partecipato 16 squadre di club greche e la vittoria finale è andata per la sesta volta consecutiva all'Olympiakos.

## Regolamento
La competizione si svolge in tre fasi:
- La prima prevede incontri a livello locale tra club amatoriali;
- La seconda prevede cinque turni preliminari, nel corso dei quali scendono in campo anche i club partecipanti all'A2 Ethnikī;
- La terza prevede la partecipazione dei dodici club di A1 Ethnikī e delle quattro formazioni qualificate dal turno precedente, che giocano ottavi, quarti di finale e final-four, disputando sempre incontri in gara unica.

## Squadre partecipanti
| - AEK Atene - Aias Evosmou - Arīs Salonicco - Elpis Ampelokīpōn - Filathlītikos Larissa - Ilioupolīs - Kampaniakos - Markopoulo | - Olympiakos - Panathīnaïkos - Pannaxiakos - Porfyras - Rethymno - Thetis - Thīras - ZAON |

## Torneo

### Ottavi di finale
| 3 febbraio 2016 ?, ? Durata: - Spettatori:  | AEK Atene         | 3 - 0 | Filathlītikos Larissa | 25-19, 25-6, 25-13         |
| 3 febbraio 2016 ?, ? Durata: - Spettatori:  | Arīs Salonicco    | 0 - 3 | Olympiakos            | 19-25, 17-25, 18-25        |
| 3 febbraio 2016 ?, ? Durata: - Spettatori:  | Kampaniakos       | 0 - 3 | Aias Evosmou          | 20-25, 18-25, 17-25        |
| 3 febbraio 2016 ?, ? Durata: - Spettatori:  | Thetis            | 3 - 1 | Porfyras              | 25-16, 21-25, 25-19, 25-15 |
| 4 febbraio 2016 ?, ? Durata: - Spettatori:  | Panathīnaïkos     | 3 - 0 | Pannaxiakos           | 25-13, 25-17, 25-23        |
| 4 febbraio 2016 ?, ? Durata: - Spettatori:  | ZAON              | 0 - 3 | Ilioupolīs            | 15-25, 17-25, 20-25        |
| 5 febbraio 2016 ?, ? Durata: - Spettatori:  | Markopoulo        | 1 - 3 | Thīras                | 22-25, 16-25, 25-17, 19-25 |
| 17 febbraio 2016 ?, ? Durata: - Spettatori: | Elpis Ampelokīpōn | 3 - 0 | Rethymno              | 25-17, 26-24, 25-21        |

### Quarti di finale
| 17 febbraio 2016 ?, ? Durata: - Spettatori: | AEK Atene         | 3 - 0 | Aias Evosmou | 25-17, 25-20, 25-19               |
| 17 febbraio 2016 ?, ? Durata: - Spettatori: | Thetis            | 0 - 3 | Olympiakos   | 19-25, 7-25, 18-25                |
| 18 febbraio 2016 ?, ? Durata: - Spettatori: | Panathīnaïkos     | 3 - 2 | Thīras       | 25-22, 17-25, 22-25, 28-26, 15-8  |
| 23 febbraio 2016 ?, ? Durata: - Spettatori: | Elpis Ampelokīpōn | 2 - 3 | Ilioupolīs   | 20-25, 16-25, 31-29, 25-23, 11-15 |

### Final-four

#### Semifinali
| 4 marzo 2016 ?, Chio Durata: - Spettatori: | Panathīnaïkos | 2 - 3 | Olympiakos | 18-25, 25-20, 25-23, 19-25, 7-15 |
| 4 marzo 2016 ?, Chio Durata: - Spettatori: | Ilioupolīs    | 1 - 3 | AEK Atene  | 25-27, 25-23, 16-25, 7-25        |

#### Finale
| 5 marzo 2016 ?, Chio Durata: - Spettatori: | Olympiakos | 3 - 0 | AEK Atene | 25-18, 25-08, 25-13 |